# منزل أبي 2
منزل أبي 2 (بالإنجليزية: Daddy's Home 2)‏ هو فيلم كوميدي تم إنتاجه في الولايات المتحدة وصدر سنة 2017 بطولة ويل فيريل وجون سينا ومارك والبيرغ وهو جزء ثاني لفيلم منزل أبي.

## القصة
بعد نهاية أحداث الجزء الأول، وبعد إن اعتاد كل منهما على التعامل مع الآخر يجب على كُلٍ من (براد) و(داستي) الآن التعامل مع آبائهما المتطفلين المُتسلطين خلال عطلتهما، ومحاولة إيجاد حلول مثلى للتعامل معهما... اقرأ المزيد مثلما نجحا في السابق مع بعضهما البعض.

## الميزانية والإيرادات
كلف الفيلم قرابة 70 مليون دولار وحقق أرباح تقدر بـ 180.6 مليون دولار.

## روابط خارجية
- منزل أبي 2 على موقع IMDb (الإنجليزية)
- منزل أبي 2 على موقع ميتاكريتيك (الإنجليزية)
- منزل أبي 2 على موقع روتن توميتوز (الإنجليزية)
- منزل أبي 2 على موقع نتفليكس (الإنجليزية)
- منزل أبي 2 على موقع ألو سيني (الفرنسية)
- منزل أبي 2 على موقع Turner Classic Movies (الإنجليزية)
- منزل أبي 2 على موقع أول موفي (الإنجليزية)
- منزل أبي 2 على موقع بوكس أوفيس موجو (الإنجليزية)
- منزل أبي 2 على موقع فيلمافينيتي (الإسبانية)
- منزل أبي 2 على موقع قاعدة بيانات الفيلم (الإنجليزية)